# Cuers
Cuers  ist eine französische Gemeinde mit 12.841 Einwohnern (Stand 1. Januar 2022) im Département Var in der Region Provence-Alpes-Côte d’Azur.

## Geographie
Cuers liegt flach in der Ebene von Pierrefeu-du-Var, am Fuß des Barre de Cuers, einer sehenswerten geologischen Formation, die ihren höchsten Punkt mit 704 m am Pilon Saint-Clément hat. Westlich von Cuers beginnt das Massif de la Sainte-Baume.
Der Ort liegt an der Kreuzung wichtiger Verkehrsverbindungen (RN 97, CD43, CD14, Autoroute A57), 20 Kilometer nördlich von Toulon in der Nähe des Flughafens Toulon/Hyeres (TLN / La Palyvestre).

## Amoklauf
Am 24. September 1995 kam es in Cuers zu einem der opferreichsten Amokläufe der französischen Geschichte: Ein erst 16 Jahre alter Schüler erschoss auf offener Straße und in zwei Wohnungen 12 Menschen, ehe er sich selbst richtete. Am Vortag hatte er bereits seine Mutter, seinen Stiefvater und seinen Halbbruder ermordet. (siehe Amoklauf von Cuers)

## Sehenswürdigkeiten
- Tore, Straßen, Brunnen und öffentliche Waschplätze des alten Dorfes von Cuers, Ruine des Schlosses
- Oppidum aus vorrömischer Zeit, altes Aquädukt
- Pfarrkirche mit großer Orgel (1668) und Reliquiar (1526)
- Les barres de Cuers, eine interessante geologische Formation

## Persönlichkeiten
- Jean Gallois (1632–1707), Abt des Priorats Cuers, Universalgelehrter und Mitglied der Académie française
- André Martel (1893–1976), französischer Schriftsteller und Lyriker. Martel schrieb auch unter den Pseudonymen Papapafol du Paralloïdre und Le Martélandre. Régent des Collège de ’Pataphysique.
- Dominique Aubier (1922–2014), französische Schriftstellerin
- Serge Martina (* 1943), Schauspieler, Schriftsteller und Drehbuch Französisch, in Cuers geboren.